# Вулиця Олександра Пивоварова
Вýлиця Олександра Пивоварова — вулиця у центральній частині міста Запоріжжя, у Вознесенівському районі. Розташована між вулицями Заводською і Рекордною, завдожки — 0,28 км.

## Історія
Вулиця отримала первинну назву у 1950-х роках XX століття на честь Олександра Суворова (1729—1800) — російського полководця і військового теоретика, генерал-фельдмаршала (1794), генералісимуса (1799).
22 листопада 2017 року рішенням 23-ї сесії Запорізької міської ради вулиця Суворова у Вознесенівському районі міста Запоріжжя перейменована на честь бійця АТО солдата Збройних сил України Олександра Пивоварова. Олександр служив помічником гранатометника у 79-й ОДШБ ЗСУ та загинув під час оборони Донецького аеропорту в ході війни на сході України. Указом Президента України № 144/2015 від 14 березня 2015 року «За особисту мужність і високий професіоналізм, виявлені у захисті державного суверенітету та територіальної цілісності України» нагороджений орденом «За мужність» III ступеня (посмертно). Також нагороджений недержавною відзнакою Нагрудний знак «За оборону Донецького аеропорту» (посмертно).

## Будівлі та об'єкти
На цій вулиці, за адресою: вул. Олександра Пивоварова, 4-А  з листопада 2017 року була розташована запорізька телекомпанія TV5 (закрита 22 липня 2022 року). Нині за цією адресою знаходиться редакція газети «Індустріальне Запоріжжя».
Неподалік розташовані залізнична станція Імені Анатолія Алімова та приміська автостанція № 2.